# Apristomimus
Apristomimus is een geslacht van kevers uit de familie van de loopkevers (Carabidae). De wetenschappelijke naam van het geslacht is voor het eerst geldig gepubliceerd in 1969 door Mateu.

## Soorten
Het geslacht Apristomimus is monotypisch en omvat slechts de volgende soort:
- Apristomimus megacephalus Mateu, 1969